# 天鷹座5
天鷹座5，又名BD-01 3559，HD 173654、SAO 142606、HR 7059，是天鷹座的一颗恒星，视星等为5.9，位于銀經31.51，銀緯0.67，其B1900.0坐标为赤經18h 41m 18.7s，赤緯-1° 0.67′ 1″。